# Lithoeciscus heydenii
Lithoeciscus heydenii là một loài ruồi trong họ Asilidae. Lithoeciscus heydenii được Loew miêu tả năm 1871. Loài này phân bố ở vùng Cổ Bắc giới.